# Liste der Pastoren der Stadtkirche Zur Heiligen Dreifaltigkeit (Delmenhorst)

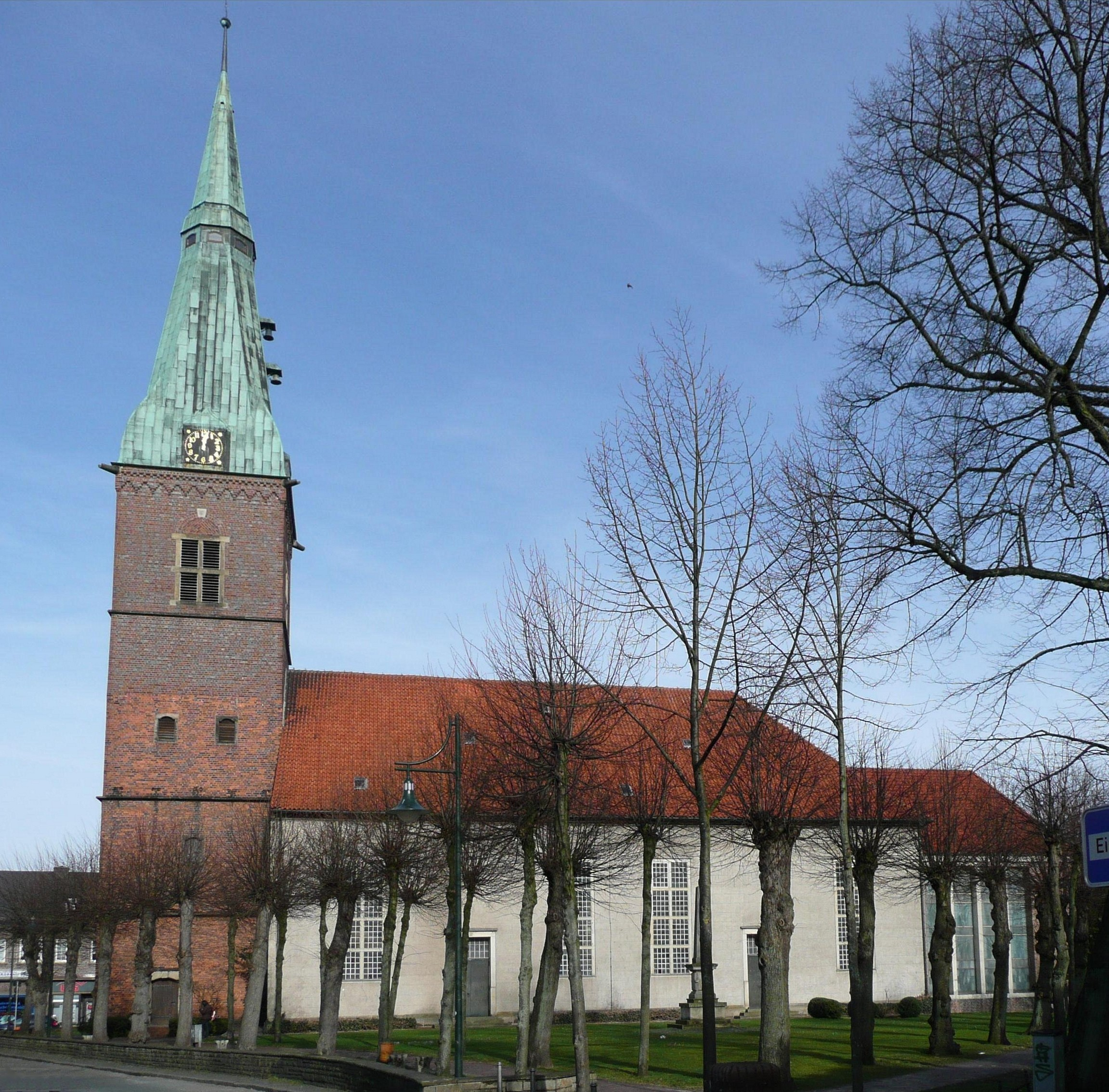
Stadtkirche Delmenhorst

Diese Liste führt die Personen auf, die seit der Reformation als Pastoren der Stadtkirche zur Heiligen Dreifaltigkeit in Delmenhorst tätig waren. Erfasst wurden ausschließlich Ämter in der 1538 am Kirchplatz in Delmenhorst erstmals errichteten Kirche. Amtsbezeichnungen, Abkürzungen und Schreibweisen wurden aus der Quelle übernommen.

## Pfarrstellen I und II von 1543 bis 1839

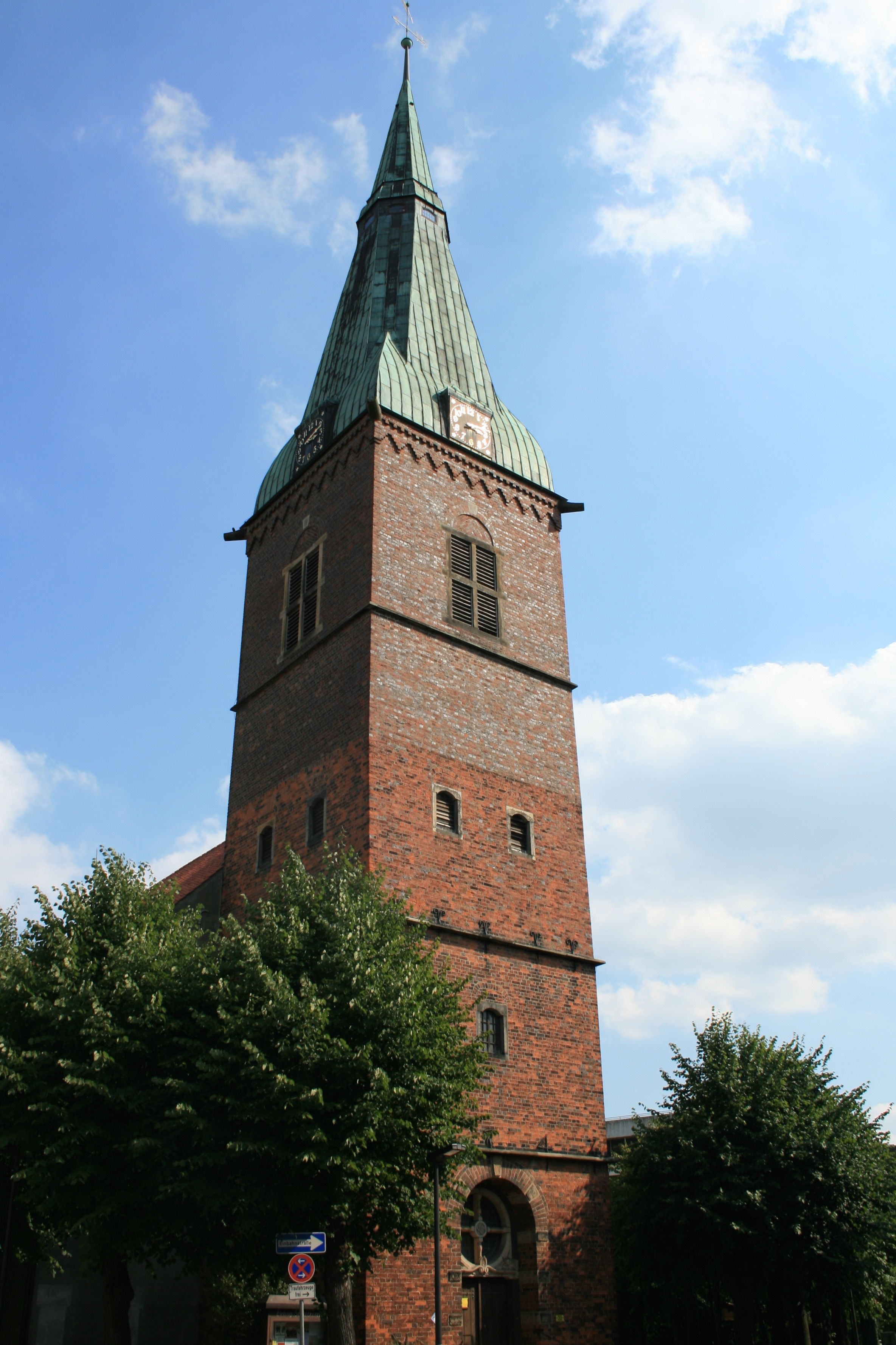
Turm mit Eingangstür

- Magister Oliverus Marsmann (1543–1546)
- Prediger Schulrect. Hieron Trabuterius (1546–?)
- Prediger Franz Lirinus (1546–1585)
- Hofprediger Johann Heinius (1578–1598)
- Prediger Schul-Rector Joachim Ermes (1598–1604)
- Hof- und Stadtf. Prediger Andreas Montanus (1598–1606)
- Prediger Jakob Bussius (1606–1629)
- Hofprediger Superintendent Albert Essenius (1619–1639)
- Hofprediger Johann Vollers (1629–?)
- Hofprediger Hinrich Sluterus (1630–1640)
- Prediger Heinrich Westenius (?–1637)
- Hof- und Stadtf. Prediger Johann Mildeheupt (1636–1667)
- Prediger Heinrich Schwartz (1637–1639)
- Prediger Michael Rager (1639–1652)
- Kons.-Rat Superintendent Martin Stacterjahn (1644–1655)
- Magister Matthias Ladovius (1652–1653)
- Prediger Sch.-Rector Gottfried Neander (1653–1669)
- Hof- und Stadtf. Prediger Johann Ernst von Lindern (1665–1679)
- Pastor Balthasar Arend (1668–1675)
- Pastor Heinrich Rollerus (1675–1680)
- Pastor Friedrich Hagen (1680–1706)
- Pastor Martin Luther (1681–1694)
- Pastor Otto Mölling (1696–1702)
- Pastor Sch.-Rector Johann Anton Ahrens (1701–1707)
- Pastor v. Superintendent Johann Anton Ahrens (1707–1728)
- Pastor Peter Lammers (1707–1713)
- Pastor Ant. G. Griepenterl (1714–1715)
- Pastor Hermann Adami (1722–1735)
- Pastor Johann Conrad Probst (1728–1739)
- Pastor Christ. Nic. Möllenhoff (1736–1749)
- Pastor Georg Lammers (1739–1781)
- Pastor Cevin Peter Vollers (1750–1760)
- Pastor Hinrich Hermann Frisius (1760–1773)
- Pastor Johann Hinrich Boothorst (1773–1784)
- Pastor Anton Bardewyck (1781–1744)
- Pastor Anton Gerh. Amann (1784–1823)
- Pastor J. W. A. Langreuter (1794–1803)
- Pastor G. Chr. Schumacher (1803–1808)
- Pastor Ant. Friedr. Rumpf (1809–1816)
- Pastor Adam Cevin Wadenburg (1816–1842)
- Pastor Johann Ibbeken (1824–1839)

## Pfarrstelle I von 1842 bis 1903
1839 erfolgte bis auf weiteres die Aufhebung der Pfarrstelle II
- Pastor Gerh. Conrad Renten (1842–1844)
- Pastor Johann Heinrich Carl Syditum (1844–1848)
- Pastor Georg Hermann Büsing (1848–1871)
- Pastor Heinr. Christ. Aug. Eschen (1871–1878)
- Pastor Carl Theod. E. Goellrich (1878–1883)
- Pastor Carl Eman. Johs. Müller (1883–1890)
- Pastor Fr. Aug. Chr. Langhorst (1891–1903)

## Pfarrstellen I, II und III ab 1901
1901 wurde die Pfarrstelle II wieder neu besetzt, für die schnell wachsenden Gemeinde wurde die Schaffung einer dritten Pfarrstelle ab 1925 erforderlich
- Pastor Carl Wilhelm Georg Meyer (1903–1932)
- Pastor Rudolf Eduard Karl Allihn (1901–1907)
- Pastor Theodor Christian Hermann Ahlrichs (1907–1935)
- Pastor Carl Eschen (1925–1933)
- Pastor Paul Schipper (1933–1938)
- Pastor Wilhelm Ludwig Kraft Meyer (1935–1945)
- Pastor Gerhard Aden (1935–1947)
- Pastor Hinrich Hinrichs Post (1940–?)
- Pastor Friedrich Ramsauer (1945–1963)
- Pastor Hermann Schmidt (1947–1956)
- Pastor Fritz Konukiewitz (1947–1978)
- Pastor Karl Hansmann (1950–1955)
- Pastor Paul Trensky (1963–1979)
- Pastor Gerd Pöppelmeier (1978–1997)
- Pastor Harald Wilder (1979–1996)
- Pastor Andreas Pauly (1996–2000)
- Pastor Dr. Albrecht Weber (1997–2006)
- Pastorin Sabine Lueg (2001–2021)[1]
- Pastor Thomas Meyer (2007–?)
- Pastor Johann Lehmhaus (2024–?)[2]